# كريبانط إهابي
كريبانط إهابي (الاسم العلمي: Cryptanthus coriaceus) هو نوع من النباتات يتبع جنس الكريبانط من الفصيلة البروميلية.